# Gotye
Gotye, vlastním jménem Wouter André De Backer (* 21. května 1980 v Brugách v Belgii) je belgicko-australský zpěvák. Jeho hlas je často srovnáván se zpěváky jako je Sting nebo Peter Gabriel. Vydal tři nezávislá studiová alba a jedno album remixů z prvních dvou alb. Prorazil hlavně v roce 2011 se singlem „Somebody That I Used to Know“. Tento singl dobyl několik hitparád po celém světě.

## Kariéra

### Mládí
Narodil se v roce 1980 v Brugách v Belgii. Ve dvou letech se přestěhoval s celou svou rodinou do Austrálie. Nejprve bydleli v Sydney, poté se usadili v Melbourne. Od zápisu do školy se jeho rodiče se rozhodli používat anglickou variantu jeho jména "Walter".
Už v mladí projevoval vášeň pro hudbu, učil se hrát na různé hudební nástroje jako například klavír a bubny. Na střední škole založil společně se svými třemi spolužáky kapelu Downstares. Po střední škole se kapela rozpadla, v roce 2001 zůstal bydlet v domě v Melbourne a to přesto, že se jeho rodiče rozhodli odstěhovat. Po jejich odchodu s ním začali bydlet jeho dva kamarádi. Jejich dům dostal přezdívku „The Frat House“, kde se mohli pravidelně scházet kamarádi. První větší proniknutí do světa hudby zažil poté, co mu zemřelí sousedé odkázali velkou sbírku gramofonových desek.

### 2001–2004 Boardface
V roce 2001 natočil své první skladby. Vydal CD, na kterém byly čtyři skladby, včetně písničky „Out Here in the Cold“. Vyrobil zhruba 50 kopií této minikolekce. Seznam skladeb i obal kreslil ručně. Inspiroval se ve své kulturní historii, když vymýšlel název pro svůj nový projekt. "Gotye" mu přezdívala jeho matka, podle francouzské podoby jeho vlastního jména "Gauthier". Rozeslal tyto CD do každé rádio stanice a nahrávacího studia, které bylo možné dohledat v telefonním seznamu. Poté obtelefonovával tyto místa, aby se ujistil, že byla CD doručena. Zpětná vazba byla převážně pozitivní, hlavně od Melbournského tisku a taky australského rádia Triple J. To mu dodalo sebedůvěru pokračovat v dalších nahrávkách.
V této době se Gotye seznámil se zpěvákem a skladatelem Krisem Schroederem na večírku v Mt Eliza, se kterým začal hrát pod názvem „The Basics“. Byli celkem úspěšní a v letech 2004 a 2010 vydali čtyři alba.
De Backer vedle toho nadále pokračoval v produkci dvou čtyřpísničkových kolekcí, které sám vydával a ohlasy na ně byly dobré. Jeho písně hrálo hlavně rádio Triple J. Zájem o něj rostl a záhy obdržel nabídku na distribuční smlouvu pro album, které by se skládalo z písní z jeho dřívější produkce. Toto album bylo vydáno v roce 2003 po názvem Boardface.

### 2006–2009 Like Drawing Blood
V roce 2004 prodali rodiče svůj dům, ve kterém žil on sám. Přestěhoval se za nimi do jihovýchodní část Melbourne. Zde začal pracovat v knihovně, přičemž dále pracoval v nahrávání písní pod jménem Gotye. V příštích několika letech se musel ještě několikrát stěhovat. Později vydal CD s názvem Like Drawing Blood.
CD „Like Drawing Blood“ bylo uváděno hlavně rádiem Triple J a v květnu roku 2006 byl zvolen první v anketě posluchačů, album roku 2006. V tomto roce byl také nominován na cenu ARIA pro nejlepší nezávisle vydané album. Vyhrál také cenu pro nového nevýznačnějšího nezávislého umělce. Díky tomuto albu začal být znám i v Evropě.

### 2010–2012: Making Mirrors
V březnu 2011 představil další titul alba „Making Mirrors“. Tento titul byl inspirován malířským dílem jeho otce, které bylo objeveno ve stodole jeho rodičů. Bylo upraveno ve Photoshopu, aby se později mohlo stát obalem pro CD.
Dne 19. srpna vydal album s názvem „Making Mirrors“, které bylo představeno v rámci grafického festivalu v Sydney. Součástí alba je i singl „Somebody That I Used to Know“ zpívaný se zpěvačkou jménem Kimbra.

## Diskografie
- Boardface (2003)
- Like Drawing Blood (2006)
- Making Mirrors (2011)